# Morse-kúp

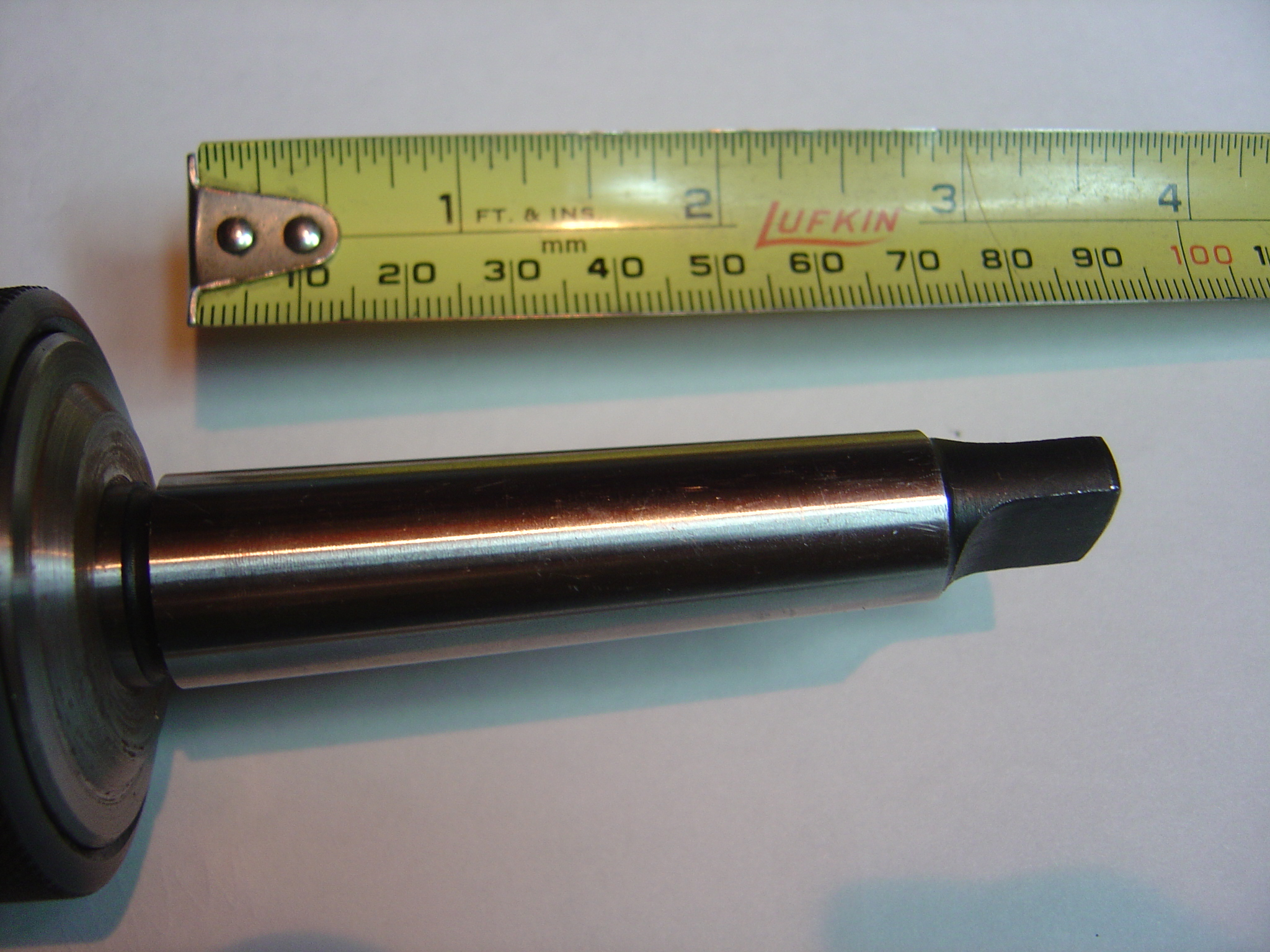
Morse-kúpos szerszámbefogó a jobb oldalán kiütőlappal (fekete lapos rész)

A Morse-kúp a gépi működtetésű fémforgácsoló szerszámok csatlakoztatására a legelterjedtebben használt módszer.
A Morse-kúp szabványosított szerszámvég-kialakítás, amely abból a célból készül, hogy a kúpos végű szerszámot a vele illesztett foglalatban (szerszámbefogóban) a felületek között létrejött súrlódás a helyén tartsa. A Morse-kúppal megvalósított kötés önzáró, csak eszközzel bontható.  Alkalmazzák többek között fúró-, maró- és dörzsszerszámok (dörzsár), süllyesztők, továbbá köszörűgépek lehúzógyémántjainak foglalására. Elterjedtségét a szerszámgépekben (például eszterga szegnyereg, marógép főorsó, köszörűgép tárgyorsó) egyszerű, megbízható kivitelének és nagy pontosságának köszönheti. 

## Története
A Morse-kúpos szerszámbefogókat Stephen A. Morse 1864-ben alakította ki Angliában különféle szerszámok befogására és gyors kézi cseréjére. Ötlete a korábban használt megoldásoknál jóval biztonságosabb volt, ráadásul az általa készített szerszámbefogók nagyon jól központosítottak (könnyebben tartható volt a megmunkált darabok mérete), valamint nagyon jó visszaállási pontossággal rendelkeztek. Számos nemzetközi szervezet szabványosította, így például az ISO 296, és a DIN 228 tárgyalja a Morse-kúpok méreteit. Mára ez a legelterjedtebb szerszámbefogó, bár a Morse-kúpos rögzítés szerszámváltási nehézkessége miatt számos más kúpos szerszámrögzítés is létezik. Morse-kúppal történő szerszámbefogás főként automata vagy CNC gépeken van visszaszorulóban.

## Kialakítás

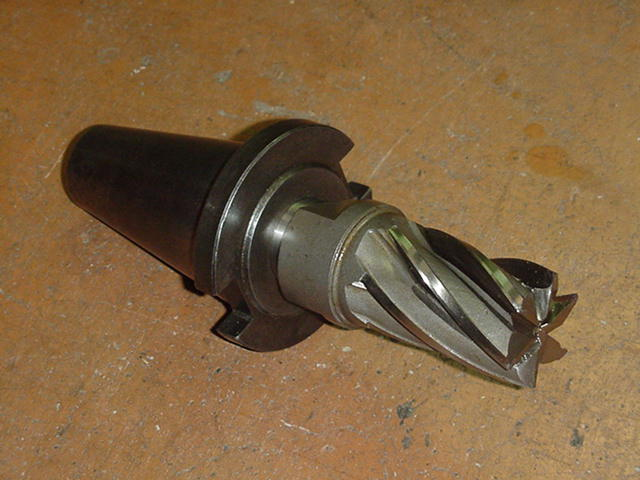
Morse-kúpos, menesztőlapos marószerszám, meredekkúpos átalakítóban

A Morse-kúpos szerszámok csatlakozó része edzett (alárendeltebb helyen nemesített) acélból készül, köszörült, polírozott kivitelben. A Morse-féle kúpos kötés két félből tevődik össze: 
- egy befoglaló hüvelyből és
- az ebbe illeszkedő kúpos csapból. Technikai okokból a kúpos csap kúphossza rendszerint nagyobb, mint a hozzá csatlakozó hüvely illeszkedő hossza (1. táblázat feletti ábrán az a jelű méret jelzi a kinyúlást.).

Az összeszerelt Morse-kúpos kötés önzáró. Az önzárás azáltal jön létre, hogy a Morse-kúp nagyon kis (1,5 fok körüli) félkúpszöggel készül, így kúpszöge kisebb, mint a súrlódási kúp szöge.

### Kiütőlap

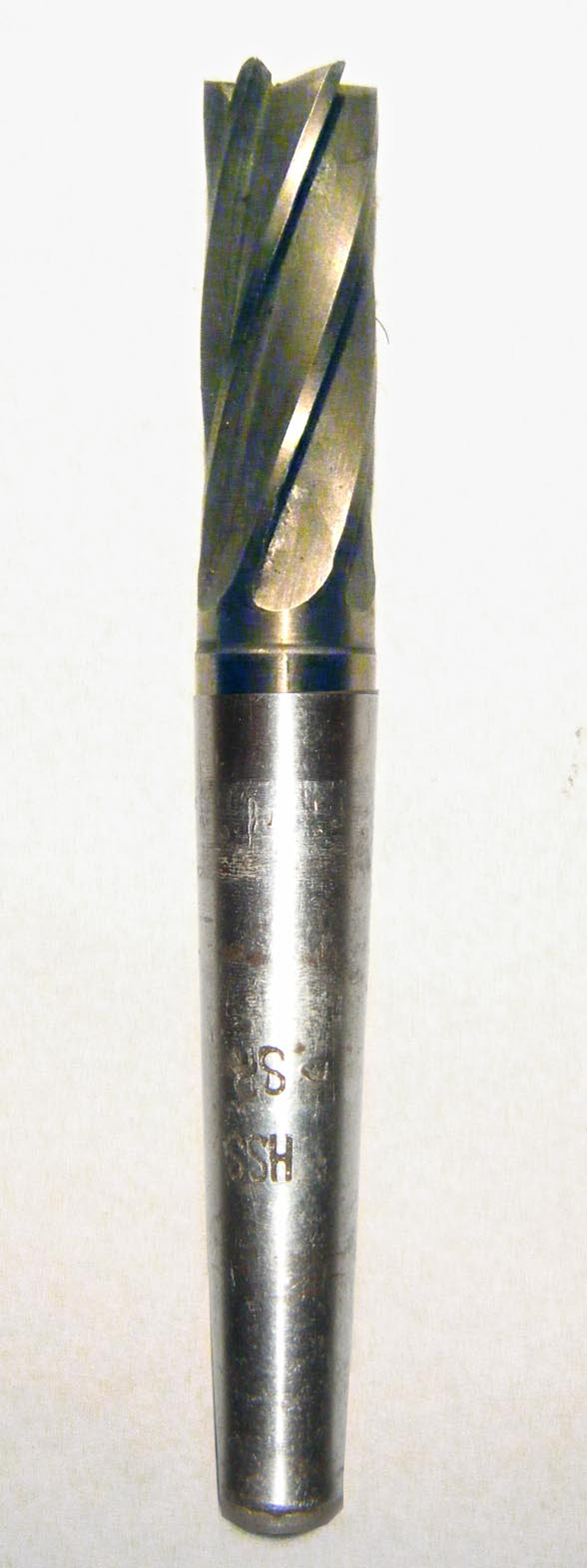
Morse-kúpos marószerszám gömbsüveg kiütőfelülettel

Mivel a Morse-kúp önzáró, ezért fúró- vagy marószerszám szabadkézzel való eltávolítása körülményes és balesetveszélyes. Az ilyen szerszámok végeit többnyire  kiütőlappal látják el. Jellemzően fúrószerszámok készülnek ezzel a kialakítással. Néha a kiütőlapot gömbfelülettel helyettesítik, mert elkészítése egyszerűbb és a kiütőlap normális körülmények között nem vesz részt az erőátvitelben. A kiütőlapos szerszám a kiütőlap hossza miatt csak olyan Morse-hüvelybe fogható be, amelyiken keresztirányban áttörés található a kiütő ék részére 

### Behúzószár
Marószerszámok esetében megmunkálás közben előfordulhat olyan nagyságú forgácsolóerő, amely megmunkálás közben a szerszámot kihúzhatná a foglalatából. A kilazulás megakadályozására csavaros rögzítést (behúzószárat) alkalmaznak. A behúzószár a Morse-kúp végén lévő menetbe  hajtható be és egy ellenanya segítségével a szerszám lazítására is szolgál.

### Menesztőlap
Nagyobb marószerszámok esetén (3-as, 4-es és 5-ös méretű Morse-kúp) a szerszám anyagába munkált két párhuzamos felületet: menesztőlapot is használhatnak. A menesztőlap a gép főorsójába illeszkedve megakadályozza a túlterhelt szerszám nem kívánt elfordulását a foglalatban.
Olyan szerszámok esetében, ahol sem kiütőlapot, sem menetet nem használnak (olcsóbb szerszám), rendszerint a befogó másik végén található csavarorsó lazítja ki a szerszámot a foglalatából.  

## Fő méretek
A Morse-kúpok több jellemző méretben készülnek a használt szerszám, a megmunkálás jellege és a szerszámgép nagysága szerint. A jellemző méreteket 0-tól 7-ig jelölik. A méretszámot MT vagy helyette ritkábban MK betűkkel is kiegészítik az egyértelmű azonosítás miatt. Fentiek alapján egy 2-es méretszámú Morse kúp jele MK2 (esetleg KM2).
A különböző nagyságú Morse-kúpok főbb méreteit az 1. táblázat tartalmazza.  

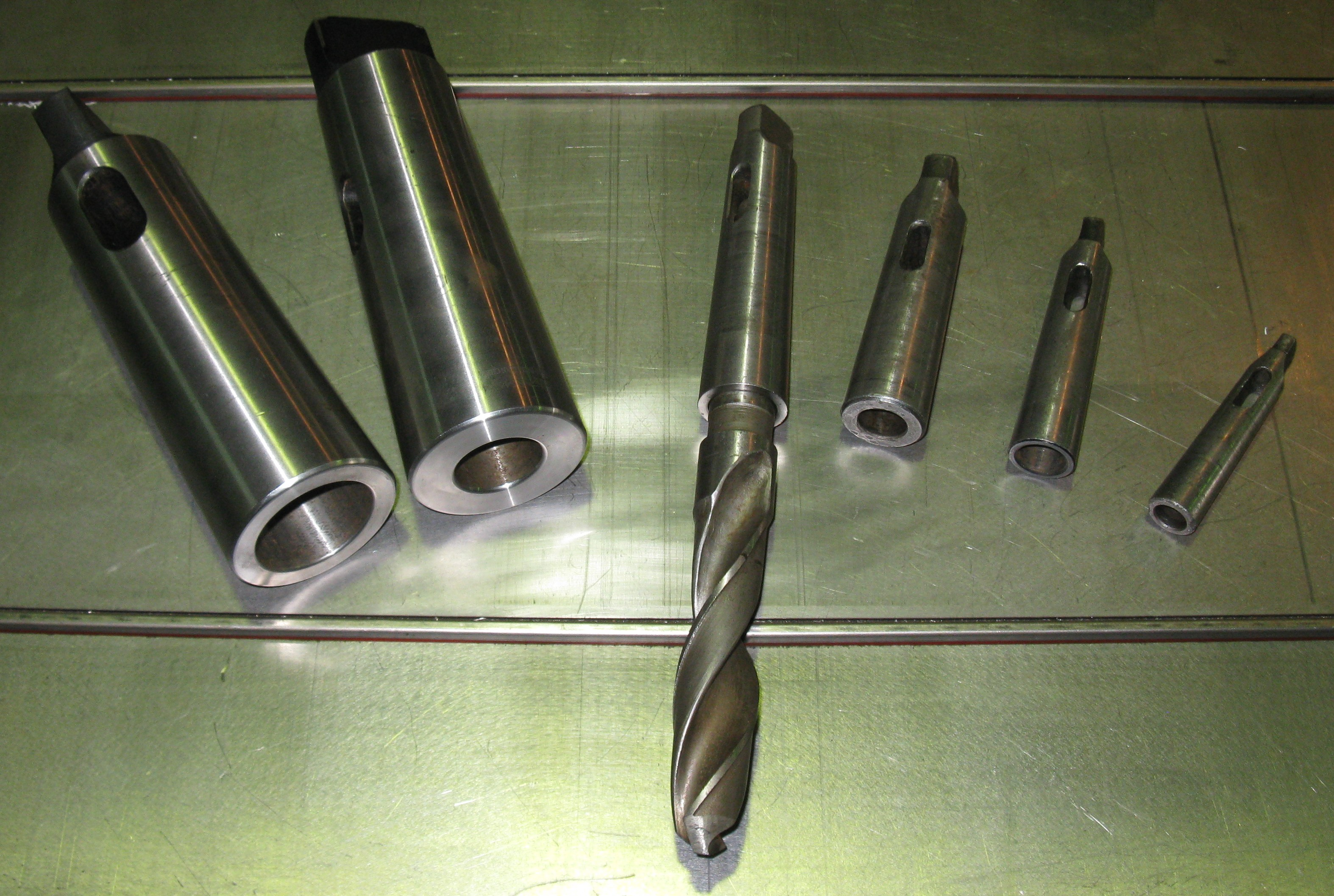
Különböző méretszámú csökkentőhüvelyek Morse-kúpos szerszámokhoz

1. táblázat: Morse kúpok főbb méretei
| Morse-kúp | Kúposság | D      | D 1  | d    | d 1 | d 2  | d 3 max | d 4 max | d 5   | l 1 max | l 2 max | l 3 max | l 4 max | l 5 min | l 6 |
| --------- | -------- | ------ | ---- | ---- | --- | ---- | ------- | ------- | ----- | ------- | ------- | ------- | ------- | ------- | --- |
| 0         | 1:19,212 | 9,045  | 9,2  | 6,4  | -   | 6,1  | 6       | 6       | 6, 7  | 50      | 53      | 56,3    | 59,5    | 52      | 49  |
| 1         | 1:20,047 | 12,065 | 12,2 | 9,4  | M6  | 9    | 8,7     | 9       | 9, 7  | 53,5    | 57      | 62      | 65,5    | 56      | 52  |
| 2         | 1:20,020 | 17,780 | 18   | 14,6 | M10 | 14   | 13,5    | 14      | 14,9  | 64      | 69      | 75      | 80      | 67      | 62  |
| 3         | 1:19,922 | 23,825 | 24,1 | 19,8 | M12 | 19,1 | 18,5    | 19      | 20,2  | 80,1    | 86      | 94      | 99      | 84      | 78  |
| 4         | 1:19,254 | 31,267 | 31,6 | 25,9 | M16 | 25,2 | 25,2    | 24      | 26,5  | 102,5   | 109     | 117,5   | 124     | 107     | 98  |
| 5         | 1:19,002 | 44,399 | 44,7 | 37,6 | M20 | 36,5 | 35,7    | 35,7    | 38,2  | 129,5   | 136     | 149,5   | 156     | 135     | 125 |
| 6         | 1:19,180 | 63,348 | 63,8 | 53,9 | M24 | 52,4 | 51      | 51      | 54, 6 | 182     | 190     | 210     | 218     | 188     | 177 |
| 7         | 1:19,231 | 83,058 | -    | -    | -   | -    | -       | -       | -     | -       | -       | -       | -       | -       | -   |

## Csökkentő- és átalakítóhüvelyek
Előfordulhat, hogy a szerszámgép más (nem Morse) rendszerű csatlakozóval rendelkezik. Ebben az esetben átalakítóhüvelyt használnak. Az átalakítóhüvely külső kúpja sohasem Morse-kúp.
Ha a gép is Morse-kúpos főorsóval van felszerelve, akkor is előfordulhat méretbeli eltérés a szerszám és a szerszámgép között. A méretbeli eltéréseket olyan csökkentőhüvellyel hidalják át, amelyek külső kúpfelülete minden esetben egy – a szerszámgépbe illeszkedő méretű – nagyobb Morse-kúp. Belsejében pedig a szerszám kúpjának megfelelő kialakítású.

## Egyéb alkalmazás
Morse-kúpot nemcsak szerszámok, hanem esetenként szerszámtartók rögzítésére is használnak. Az álló- és forgócsúcsok túlnyomó többsége szintén Morse-kúppal készül.

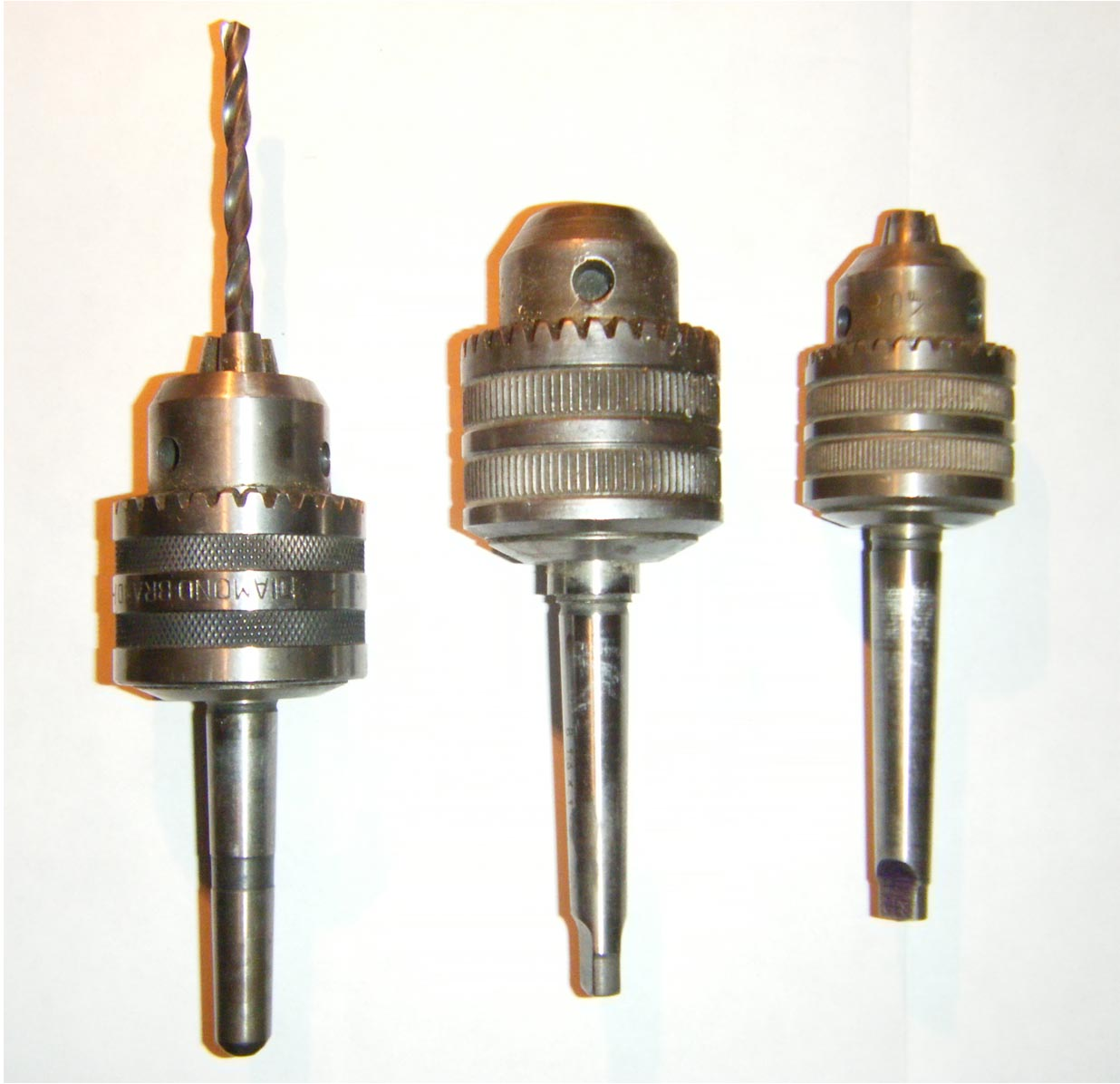
Morse-kúpos felerősítésű fúrótokmányok
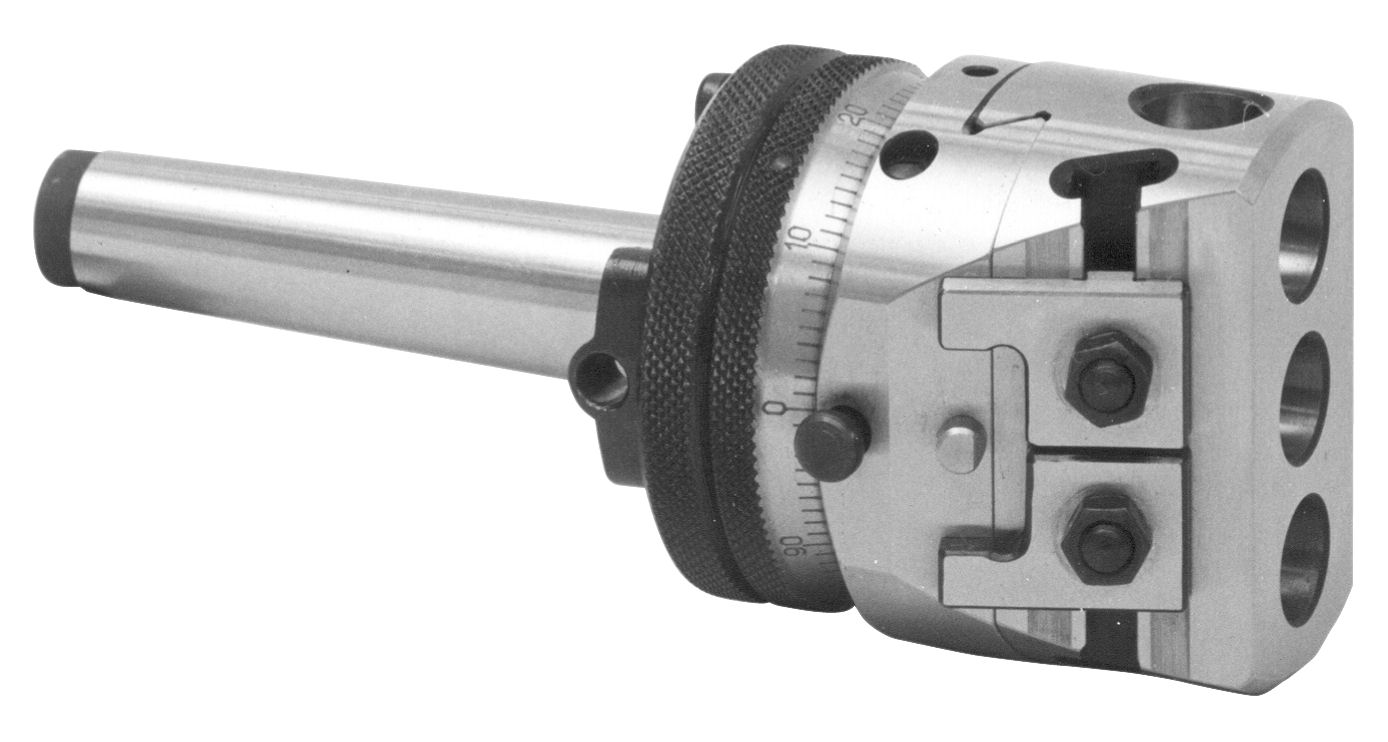
Egyetemes kiesztergálófej szerszámok nélkül
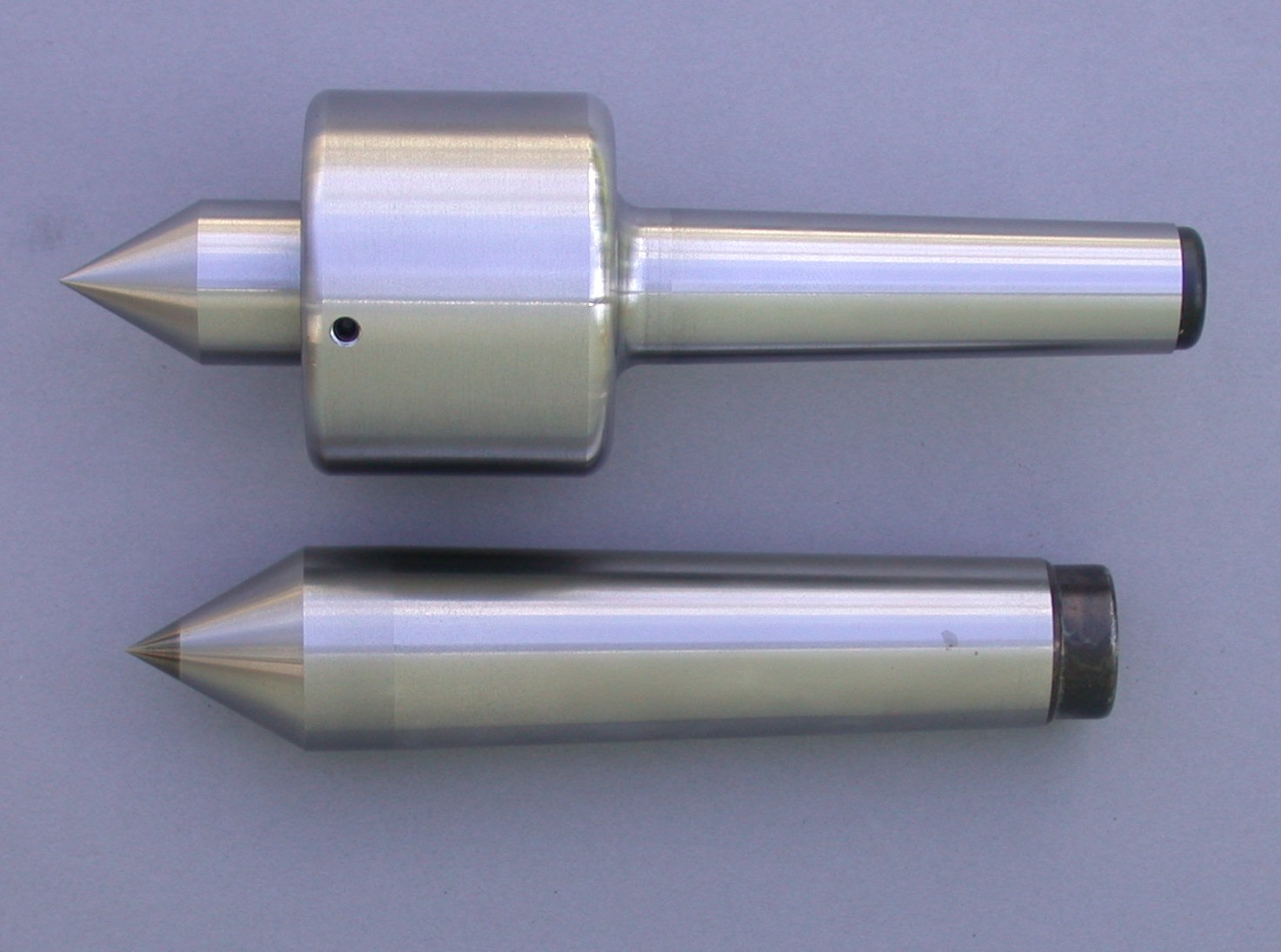
Esztergákban használt forgó- és állócsúcsok